# Cheiloneurus bifasciatus
Cheiloneurus bifasciatus är en stekelart som först beskrevs av Timberlake 1922.  Cheiloneurus bifasciatus ingår i släktet Cheiloneurus och familjen sköldlussteklar. Inga underarter finns listade i Catalogue of Life.